# 律师协助条款
律師協助條款（英語：Assistance of Counsel Clause）源自《美利堅合眾國憲法》第六修正案中“在所有刑事案中，被告人應有權提出下列要求：……要求由律師協助辯護”之規定。
律師協助條款包含五種不同的權利：選擇律師的權利、指定律師的權利、與律師無衝突的權利、獲得有效律師協助的權利和自我代理的權利。

## 觸發條款關鍵
按照“布魯爾訴威廉姆斯案”所述， 律師協助權“意味著某個人至少有權在他被提起司法訴訟時或之後有獲得律師協助的權利，‘無論是通過正式指控、預審聽證會、公訴、起訴或傳訊”。 依據“布魯爾訴威廉姆斯案”可以繼續推斷，一旦針對被告的對抗性訴訟開始，即當政府審問他時，他便有權獲得法律代表； 或當被告被捕時、“在法官面前以（逮捕）令傳訊”時，及“法庭決定監禁”時，“毫無疑問，司法程序已經啟動。”
受到大陪審團起訴的個人沒有第六修正案的律師協助權利，因為美國最高法院不認為大陪審團是觸發該憲法條款進行保護的刑事訴訟程序。

## 相關具體權利

### 選擇律師
綜合考慮到利益衝突、 日程安排、律師在特定司法管轄區內的執業權及律師代表被告的意願（無論有償還是無償）等問題， 刑事被告有權由他們選擇的律師來代理。錯誤剝奪首選律師的方法是自動撤銷。

### 與律師無衝突
無論是刑事被告自己聘請律師還是由法庭指派律師，刑事被告都有權確保律師與自己無利益衝突。如果律師與刑事被告之間卻是存在利益衝突，而且該利益衝突將導致對陳述產生不利影響，則雙方之間的代理協議自動撤銷。 通行的規則做法是，可以有意和明智地放棄衝突； 但是，有些衝突是不可放棄的。

## 針對州級審判
直至1963年，律師協助權僅適用於被指控犯有聯邦罪行的刑事被告。而在“吉迪恩訴溫賴特案”中，美國最高法院裁定觸犯州罪行的刑事被告也有權獲得律師協助。